# 王紹安
王紹安（1984年10月31日—），高雄市人，為台灣男游泳選手。
王紹安目前是男子一百公尺自由式全國紀錄保持人。他與其他人共同保持了男子四人四百公尺(4×100m)混合接力與男子四人四百公尺(4×100m)自由式接力的全國紀錄。
他在近年全國運動會及全國大專校院運動會依然在男子五十公尺自由式等項目保持很優秀的成績。其妹王才容亦在國內的游泳比賽獲得佳績。

## 基本資料
- 身高：190 cm
- 體重：80 kg
- 學校：國立高雄師範大學體育系96級

## 戰績資料
- 2001年第一屆全亞洲分齡賽50、100、400公尺自由式第一名
- 2003年亞洲分齡游泳錦標賽(澳門)100公尺自由式第二名

## 參照
- 台灣之最
- 台灣運動員列表

## 外部連結
- . 自由時報. 2003年10月20日  [2007-11-27]. （原始内容存档于2004-12-25） （中文）.
- . 大紀元. 2004年8月19日  [2007-11-27] （中文）.[永久]
- . 自由時報. 2005年5月2日  [2007-11-27]. （原始内容存档于2007-09-13） （中文）.
- . 大紀元. 2006年4月11日  [2007-11-27] （中文）.[永久]